# Cataguases
Cataguases es un municipio brasilero del estado de Minas Gerais. Su población estimada en 2009 era de 70.507 habitantes. Se localiza en la Mesorregión de la Zona del bosque minera. La sede dista por carretera a 320 km de la capital Belo Horizonte.

## Relieve, clima, hidrografía
La altitud de la sede es de 169 m, teniendo como punto culminante la altitud de 1119 m. El clima es del tipo tropical con lluvias durante el verano y temperatura media anual en torno de 23,5 °C, con variaciones entre 18 °C (media de las mínimas) y 31 °C (media de las máximas). (ALMG)
El municipio de Cataguases integra la cuenca del río Paraíba del Sur, siendo bordeado por el río Pomba y su afluente arroyo Media Pataca.

## Carreteras
- BR-120
- MG-285

## Demografía
Datos del Censo - 2000
Población Total: 98010
- Urbana: 67.482
- Rural: 17.498
- Hombres: 33.904
- Mujeres: 35.574

(Fuente: AMM)
Densidad demográfica (hab./km²): 132,3
Mortalidad infantil hasta 1 año (por mil): 19,6
Expectativa de vida (años): 73,3
Tasa de fertilidad (hijos por mujer): 2,0
Tasa de Alfabetización: 90,1%
Índice de Desarrollo Humano (IDH-M): 0,794
- IDH-M Salario: 0,698
- IDH-M Longevidad: 0,805
- IDH-M Educación: 0,879

(Fuente: PNUD/2000)